# Tímár Péter (fotográfus)
Tímár Péter (Ajka, 1948. augusztus 23. –) magyar fotográfus, fotóművész.

## Életpályája
Szülei Tátrai Emilia és Timár Vilmos.
1972-ben építészmérnöki diplomát szerzett a Budapesti Műszaki Egyetemen. Hallgatóként kezdett tudatosan fotografálni és fotográfiai kiállításokon szerepelni. 

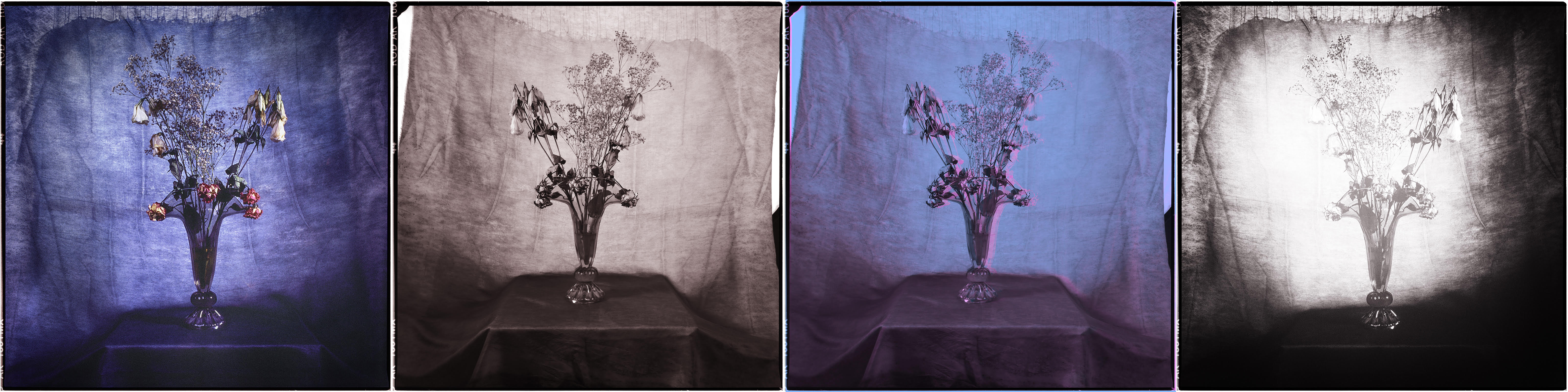
Hommage à KG

Közben szcenikát is tanult, és végigkísérte annak a kornak magyarországi avantgárd színházi eseményeit. Éveken keresztül fényképezte a budapesti Pinceszínház életét, bár ez inkább ürügyként szolgált arra, hogy közben az alkotás, a karakterek és az előadások kialakulásának folyamatát figyelhesse.
1979-ig építészmérnökként dolgozott a Tervezésfejlesztési-és Típustervező Intézetben (TTI), de közben tagja lett a Magyar Fotóművészek Szövetségének (1978), amelynek 1990 és 1992 között főtitkári posztját is betöltötte.
1978 és 1983 között a Fiatal Fotóművészek Stúdiójának tagja, 1979-től titkára.
1975-től a Fiatal Művészek Klubja Fotószekciójában dolgozik, pár évig annak vezetője, a nyolcvanas években pedig a Toldi Fotógaléria művészeti vezetője volt. 
1979 és 2010 között a Képző- és Iparművészeti Szakközépiskola Fotó szakának szakvezető tanára, 1997-től 12 éven át az iskola igazgatójaként dolgozott. Emellett óraadóként fotográfiát tanított évekig a Budapesti Műszaki Egyetemen, a Kaposvári Egyetemen és a Budapesti Kommunikációs Főiskolán is.
A fotográfia oktatásának szervezése terén jelentős szerepet vállalt, és szakírói munkássága is számottevő.
Pályája kezdetén a fotó képzőművészeti használata iránt érdeklődött, ezen belül montázsokat, kollázsokat, szekvenciákat, mátrixokat és például kézzel színezett képeket készített.
A Fotóművészeti Stúdióban kialakult beszélgetések, viták és személyes kapcsolatok hatására egy idő után a fotográfia dokumentatív ereje keltette fel érdeklődését. A Fővárosi Temetkezési Intézetnél készült, Gyász című sorozata (1983) feltárta a kegyelet hiányát a temetések hátterében és végrehajtásában bevett gyakorlatban – mindezzel pedig rávilágított a magyar társadalom érzéketlenségére az élőkkel szemben is. A sorozatból a Műcsarnok által a Fényes Adolf Teremben 1983-ban rendezett budapesti kiállítást néhány napon belül a Művelődési Minisztérium és a Budapesti Pártbizottság betiltotta, és a szerzőt, valamint a kiállítási intézmény vezetőit támadták. A hecckampányt az MSzMP KB irodájának vezetője állította le azzal, hogy inkább kiállítás által bemutatott problémával kellene foglalkozni, ahelyett, hogy a szerzőt ostoroznák.
Nagyívű sorozatot készített a tetovált elítéltekről a magyar börtönökben, egyben javaslatot téve a Büntetés-végrehajtás Országos Parancsnokságának, hogy indítsanak kriminál-pszichológiai szempontú kutatást az egyes elítéltek bűnözői karaktere és a rájuk tetovált (vagyis általuk választott) motívumok közötti esetleges összefüggések felderítésére. A kutatást végző fiatal BV tiszt később dandártábornok, a Közszolgálati Egyetem Büntetésvégrehajtási tanszékének vezetője lett.
Mindeközben a Magyar Szemle fotóriportere és képszerkesztője is volt, 1990-től pedig 26 éven keresztül a Fotóművészet című folyóirat kiadó-főszerkesztője.
Az életét végigkísérő tanítás megkövetelte nyitottság alkotó tevékenységére is kihat. Munkáiban fellelhetők a spekulatív (mérnöki, matematikai) elemek éppúgy, mint a dokumentatív és képzőművészeti megközelítések, egymással párhuzamosan és időnként egymásba átcsapva, egymást megtermékenyítve is.

## Munkássága

### Egyéni kiállításai
- 1973 – Eger, Líceum
- 1975
  - Toldi Galéria, Budapest
  - Józsefvárosi Galéria, Budapest
- 1976 – Ferencvárosi Pincetárlat, Budapest
- 1977, 1979 – Fiatal Művészek Klubja, Budapest – How to use the photograph?, Helikon Galéria, Budapest (kat.)
- 1980, Helikon Galéria,  Budapest
- 1983 – Szociófotó V. Gyász, Fényes Adolf Terem, Budapest (kat.)
- 1985 – Gödöllői Galéria, Gödöllő
- 1986
  - Andor utcai Közösségi Ház, Budapest
  - Tetoválások, Zsámbéki Galéria, Zsámbék (kat.)
- 1987 – Tetoválások, Magyar Képzőművészeti Főiskola, Barcsay Terem, Budapest (kat.)
- 1988 – Eötvös J. Tanítóképző Főiskola, Baja
- 1990 – Térkép e táj? Magyar Iparművészeti Főiskola Tölgyfa Galériája, Budapest
- 1993 – Huset, Koppenhága
- 1998 – Budapest Plein Air – Légifotók Budapestről, Mezőgazdasági Múzeum (Vajdahunyad vára), Budapest
- 2013 Prestige Galéria, Budapest'
- 2017
  - Nécseyho Galéria, Léva
  - Artphoto Galéria, Budapest
- 2024 VILTIN Galéria, Budapest

### Csoportos kiállítások
Számtalan csoportos kiállításon is részt vett, a hazaiak mellett például Franciaországban, Svájcban, Hollandiában, Nyugat-Németországban (NSZK), az Amerikai Egyesült Államokban, Ausztriában, Bécsben, legutóbb 2017-ben a varsói Nemzeti Múzeumban és a budapesti Capa Centerben, 2017-ben és 2018-ban a budapesti Art Expon illetve 2019-ben a budapesti Artphoto Galériában és az Art+Text Galériában.
- 1972 – Budapesti Műszaki Egyetem, Budapest
- 1974 – Józsefvárosi Galéria, Budapest
- 1976 – Fiatal Művészek Klubja, Budapest
- 1977 – Dimitrov Művelődési Ház, Veszprém
- 1978 – Első. Fiatal Fotóművészek Stúdiója-kiállítás,Munkásmozgalmi Múzeum, Budapest – I. Esztergomi Fotóbiennálé, Esztergom
- 1980 – Második. Fiatal Fotóművészek Stúdiója-kiállítás,Budavári Palota C Épület, Budapest – Magyarok, Canon Galerie, Párizs – II. Esztergomi Fotóbiennálé
- 1981 – TÉNY-KÉP (A magyar fotográfia története 1840-1981), Budapest, Műcsarnok
- 1982 – Harmadik. Fiatal Fotóművészek Stúdiója-kiállítás, Ernst Múzeum, Budapest
- 1988, 1989 – VIII., IX. Nagybaracskai alkotótelep, Baja
- 1990, A kelet-középeurópai országok fotóművészete, Lausanne, Elysée Múzeum
- 2013, ANALÓG, fotográfia a Körmendi-Csák gyűjteményben, KOGART-ház, Budapest

### Képei gyűjteményekben
Többek között: Párizsi Nemzeti Könyvtár Kortárs Metszet- és Fotótára, Elysée Múzeum Lausanne, Magyar Fotográfiai Múzeum, Körmendi-Csák gyűjtemény, Art+Text Galéria, Vintage Galéria, Barabás gyűjtemény, Archive of Modern Conflict, Montreal, Kanada.

### Könyvei
- Timar Peter: Budapest Plein Air (Budapest, Intera Rt. 1998 and 1999)
- Photo_Book (digitális) www.timarpeter.hu

#### Cikkek
- A Fotó című szaklapban:
  - 89/11. – A sajtófotográfiáról
  - 90/1. – Erich Salomon fotóiról
  - 90/11-12. – Dezső Mihály fotóiról
- A Fotóművészet című szaklapban:

- - 1986/4. – a tehetségkutató fotópályázatról
  - 1987/2. – a tehetségkutató fotópályázatról
  - 1987/3. – Herlinde Koelbl két kiállításáról
  - 1988/2. –    Tóth György kiállításáról
  - 1988/4. –     Féner Tamás kiállításáról
  - 1990/2. –     a tehetségkutató fotópályázatról
  - 1991/5. –     a polaroid nyersanyagokról
  - 1995/5-6. –  Pierre Vallet művészetéről
  - 1996/3-4. –  Sevcsik Jenőről
  - 1997/1-2. –  építészeti fotókról és Fejér G. – Tamás képeiről
  - 1997/3-4. –  Körtvélyesi Zsolt képeiről
  - 1997/5-6. –  Bozsó András képeiről
  - 1998/1-2. –  Balla Demeter művészetéről
  - 1998/3-4. –   Korniss Péter újabbkori erdélyi fotóiról
  - 1999/1-2. –  Besenyei Péter és Kosiczky Attila fotóiról
  - 1999/3-4. –  Schwanner Endre életművéről és Boros György manipulált fotóiról
  - 1999/5-6. –  Barták Csaba fotóiról
  - 2000/1-2. –  Normantas Pauliusról és fotográfiai tankönyvekről
  - 2000/5-6. –  két fotóalbumról
  - 2003/5-6. –  Batár Zsolt képeiről
  - 2005/3-4. –  a digitális fotók nyomtatásáról, illetve a nyomtatás új szerepéről a fotóbizniszben
  - 2007/4. –     A gótika parafrázisa – Bartha Zsolt-Péter képeiről
  - 2009/4. –     Prix CaféFotó 2009. – – Philippe Bernard és Thomas Rigade képeiről
  - 2013/1. –     Arcvesztés – Máté Balázs képeiről
  - 2014/1. –     Kerekes Gábor (1945-1914)
  - 2015/2. –     Bepillantás – "Revealed by Sofitel"
  - 2016/3. –     Messziről jött emberek – Koreai fotókiállítás a Ráth György Múzeumban
  - 2018/1. –     Robert Frank Albertinában

Ezeken felül többszáz könyvrecenzió, szintén a Fotóművészet számára

#### Tanulmányok

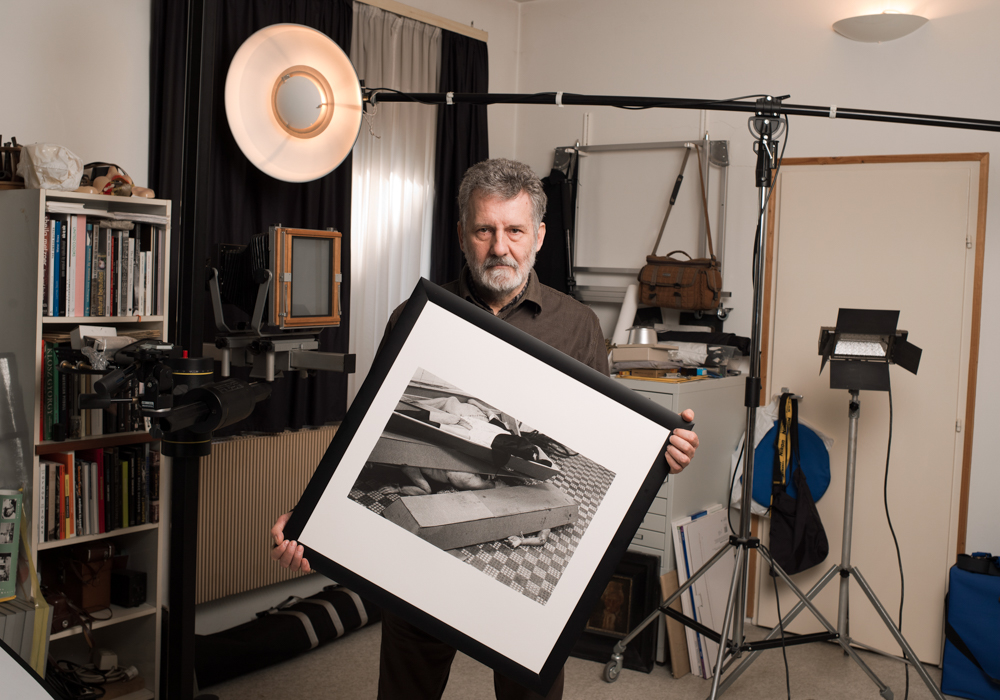
„Gyász, Krematórium” című művével került be Urbán Ádám PéldaKÉPek sorozatába

- Tanulmányok a Magyar Iparművészeti Főiskola felkérésére a főiskolán indítandó felsőfokú fotóoktatás programjának előkészítésére (1984-85.)
- Helyzetjelentés helyett… Tanulmány a Médiahajó melléklete számára a fotográfia helyzetéről a magyar médiában. 1997., az ENAMIKÉ Kft. kiadásában.Tanulmány a Médiakönyv (a Médiahajó „melléklete“) számára a fotóoktatásról 1998., az ENAMIKÉ Kft. kiadásában.
- Tanulmány a Médiakönyv (a Médiahajó „melléklete“) számára a szakmaiságról és az érdekekről a magyar fotográfiában 1999., az ENAMIKÉ Kft. kiadásában.
- Tanulmány az amatőrizmusról a magyar fotográfiában a Magyar Fotóművészek Szövetsége által kiadott Profi vagy amatőr? című tanulmánykötetben, 2002.
- A Magyar Fotóművészek Szövetsége által kiadandó, Baki Péter által szerkesztett Fényképészet című tankönyv számára a Légifotó c. fejezet megírása (megjelenés alatt).
- A középfokú fotóoktatás reform-tanterve a Művelődési és Közoktatási Minisztérium számára (1981.)
- Az Alkalmazott fotográfus szakma oktatásának szakmai és vizsgáztatási követelményei, illetve képzési programja a művészeti szakközépiskolák öt éves párhuzamos képzésében, illetve az érettségi utáni két éves képzésben – a Művelődési és Közoktatási Minisztérium számára (1996.)
- A Magyar Képzőművészeti Egyetem pedagógiai tanszéke részére tanulmány a Bauhaus vezetési módszereiről és pedagógiájáról (2003.)
- A Fotográfus szakma központi programja és szakmai-vizsgáztatási követelményei kidolgozása a Nemzeti Szakképzési Intézet megbízásából. (2006.)

## Díjai, elismerései
- 1996 – Balogh Rudolf-díj